# Alice Candy
Alice Muriel Flora Candy (* 9. Juli 1888 in Oxford, Region Canterbury, Neuseeland; † 18. Mai 1977 in Christchurch, Neuseeland) war eine neuseeländische Lehrerin und später Dozentin und Rektorin des Canterbury College in Christchurch.

## Frühes Leben
Alice Muriel Flora Candy wurde am 9. Juli 1888 als Tochter der Eheleute Alice Hood und dem Schmied James Candy in Oxford der Region Canterbury geboren. Alice Mutter sah für sie eine Lehrerausbildung zu machen vor, eine Chance, die sie selbst nicht gehabt hatte. Von 1903 bis 1906 besuchte Alice die Christchurch Girls’ High School und nachdem sie ein Junior-Stipendium der Universität erhalten hatte, schrieb sie sich am Canterbury College in Christchurch ein. 1908 wurde sie Exhibition Scholar (ein Stipendiat) in Wirtschafts- und Politikwissenschaften und ein Jahr später noch einmal in 1909 in Wirtschaftswissenschaften. 1910 schloss sie ihr Bachelor-Studium mit Erfolg ab, erhielt ein Senior-Stipendium der Universität für den Bereich Wirtschaftswissenschaften und schloss ein Jahr später ihr Studium der Politikwissenschaft mit Auszeichnung ab.

## Arbeit als Lehrerin
1912 begann Alice eine Arbeit als Lehrerin und wechselte in den folgenden acht Jahren zu unterschiedlichen Schulen. 1920 war sie zuletzt Senior Mistress (Senior Lehrerin) an der Chilton St. James School in Lower Hutt.

## Arbeit als Dozentin
Im Dezember des Jahres wurde sie zur Assistenz-Dozentin für Geschichte an das Canterbury College berufen. Durch ihre Erfahrungen, die sie an den Schulen gemacht hatte, konnte sie ihre neuen pädagogischen Fähigkeiten in den Fachbereich einbringen. Sie arbeitete eng mit James Hight, Professor für Geschichte und Politikwissenschaft, zusammen und musste ihn auch häufig vertreten, wenn er sich in Angelegenheiten der Hochschule, der Universität und der Regierung engagierte.
1923 verfassten anlässlich des Jubiläums des Canterbury College der Professor und Alice zusammen ein Buch mit dem Titel „A short history of the Canterbury College“, das 1927 veröffentlicht wurde. Es sollte Alice einzige Beteiligung an einem Buch werden.
Als Alice ihre Lehrtätigkeit am College aufnahm gehörte sie zusammen mit der Biologin Elizabeth Herriott zu den einzigen Frauen an der männerdominierten Bildungseinrichtung. Auch der Anteil an Frauen in der Studentenschaft betrug seinerzeit nur zwischen einem Drittel und einem Viertel der Studierenden. Die Behörden hatten kein Interesse daran etwas zu ändern, was dazu führte, dass Alice, die nach einiger Zeit Dekanin an dem College wurde, sich bemühte an diesem Zustand etwas zu ändern.

## Weiteres Engagement
Auch engagierte sie sich über ihre Funktion am College hinaus. So half sie 1921 bei der Gründung der Canterbury Women Graduates’ Association, die später der Canterbury-Zweig der New Zealand Federation of University Women wurde. Sie übernahm von 1926 für zwei Jahre die Präsidentschaft des Canterbury-Zweigs der Organisation, wurde 1929 einmal zur Vizepräsidentin der nationalen Organisation gewählt und war von 1926 bis 1927 und nachfolgend von 1928 bis 1929 die Delegierte der Organisation zum National Council of Women of New Zealand.
Von 1928 bis 1929 war Alice Austauschdozentin am Bedford College for Women der University of London und vertrat von dort aus Neuseeland bei der Konferenz der International Federation of University Women in Genf. Auch nahm sie an der Konferenz des International Student Service in Österreich teil. 1936 folgte ihre Ernennung zur Leiterin von der 75 Plätze bietenden Helen Connon Hall, einem Wohnheim für Studentinnen. 1948 ging Alice von ihrer Tätigkeit als Dozentin in den Ruhestand, trat 1951 als Leiterin des Heims zurück, betätigte sich aber von 1954 bis 1957 noch als Mitglied im Hochschulrat.
Alice Muriel Flora Candy verstarb am 18. Mai 1977 im Alter von 88 Jahren in Christchurch. Sie galt als die erste Frau und Akademikerin, die einen entscheidenden Einfluss auf eine Universität hatte und ihre die Bildungseinrichtung damit geprägt hat.

## Werke
- James Hight, Alice Candy: A Short History of the Canterbury College. Whitcombe & Tombs, Christchurch 1927 (englisch).